# Illet
L'Illet [ilɛ] est une rivière française du département Ille-et-Vilaine dans la région Bretagne et un affluent de l'Ille, qui se jette dans la Vilaine.

## Géographie
Elle prend sa source en forêt de Liffré, passe à proximité des bourgs de Gosné, Ercé-près-Liffré, Chasné-sur-Illet et Mouazé et rejoint l'Ille par sa rive gauche sur la commune de Chevaigné.

## Qualité de l'eau
Le suivi de la qualité physico-chimique de l'Illet se fait grâce à deux points de prélèvements sur les communes de Ercé-près-Liffré et de Chasné-sur-Illet, qui donnent les résultats suivants :
| Nitrates                                   | 2010 | 2011 | 2012 | 2013 |
| ------------------------------------------ | ---- | ---- | ---- | ---- |
| Concentration du paramètre (percentile 90) | 19,8 | 18,5 | 27,9 | 19   |
| Classe SEQ-Eau                             |      |      |      |      |

| Nitrates                                   | 2010 | 2011 | 2012 | 2013 |
| ------------------------------------------ | ---- | ---- | ---- | ---- |
| Concentration du paramètre (percentile 90) | 21   | 16   | 16   | 16   |
| Classe SEQ-Eau                             |      |      |      |      |

Conformément à la directive-cadre sur l'eau, l'Illet doit atteindre le bon état écologique de l'eau. Les évaluations effectuées montrent l'état écologique suivant :
| état écologique de la masse d'eau | 2010     | 2011     |
| --------------------------------- | -------- | -------- |
| état écologique                   | Médiocre | Médiocre |

## Communes traversées
- Liffré, Gosné, Ercé-près-Liffré, Chasné-sur-Illet, Mouazé, Chevaigné